# Арензана, Мануэль
Мануэль Арензана (исп. Manuel Arenzana; ок. 1762—1821) — мексиканский композитор, мастер позднего рококо и музыки периода классицизма.
С 1792 года занимал должность маэстро в капелле собора города Пуэбла, где сохранилось более сотни его произведений. Арензана был одним из первых мексиканских композиторов, выступивших с галантными произведениями, как светскими, так и религиозными, характеризующимися свежестью и юмором.